# Ȋ

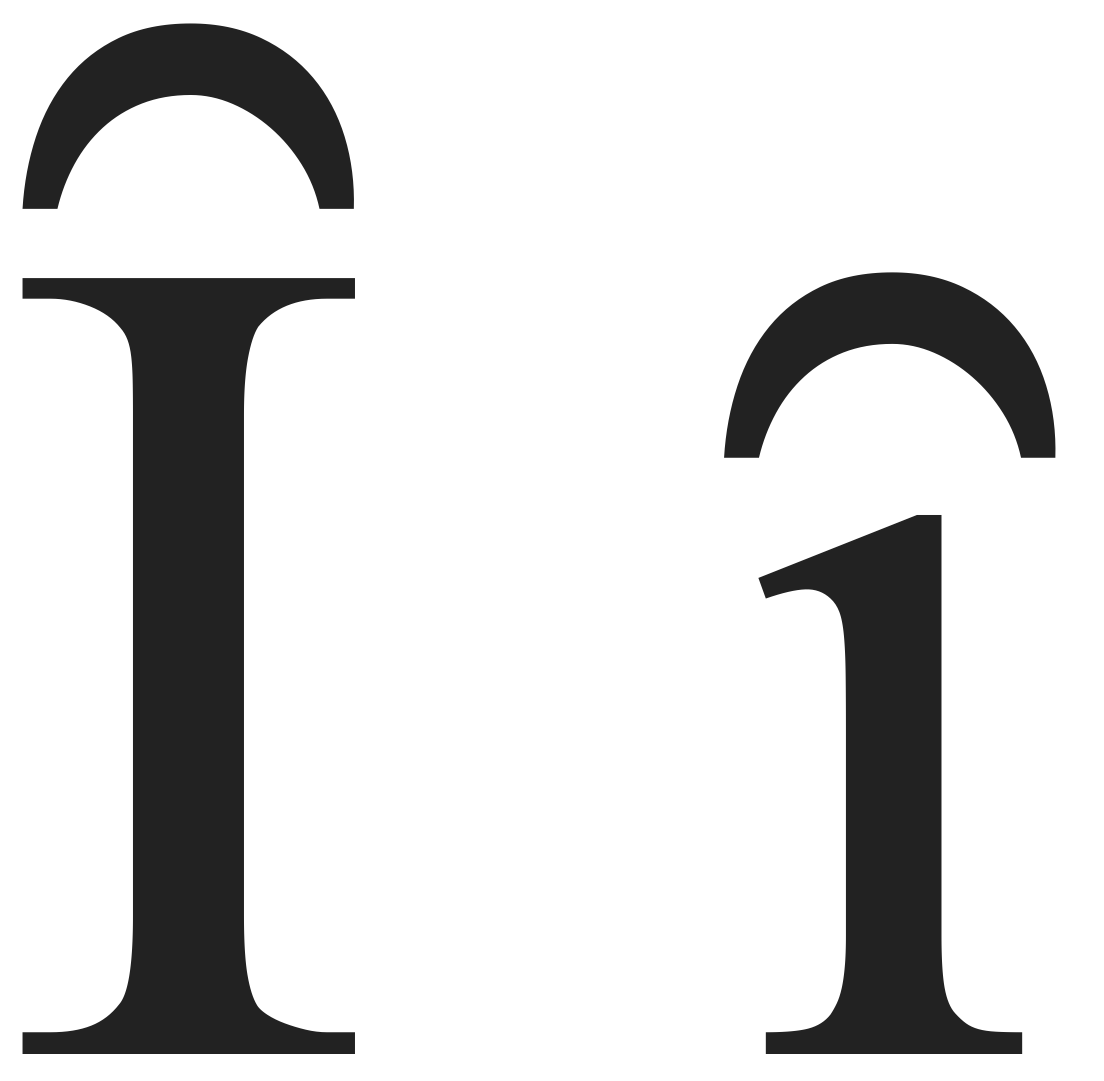
I s převráceným breve v Doulos SIL

Ȋ či ȋ je písmeno latinské abecedy, které vzniklo přidáním obráceného breve přízvuku nad latinské písmeno I. Písmeno se nepoužívá v žádném současném ani minulém systému psaní. Historicky se používalo v tradičním slavistickém zápisu srbochorvatské fonologie k označení dlouhého pádového přízvuku na „i“, pokud je „i“ jádrem slabiky.